# 일본의 육군대신
육군대신(일본어: 陸軍大臣)은 일본 제국의 육군삼장관(陸軍三長官) 중 하나였으며, 육군성(陸軍省)을 담당했던 일본의 국무대신이었다.

## 개요
1885년(메이지 18년) 12월 22일 내각 제도 발족 당시 장관(将官)이 육군대신을 하도록 규정했었다. 1890년(메이지 23년) 3월 27일 〈직원은 무관에 한한다〉라는 규정을 삭제했고, 1900년(메이지 33년) 정원표(定員表) 비고에서 육군대신은 현역 장관(将官)이 된다고 규정했다(군부대신 현역 무관제). 이 제도로 말미암아 육군대신이 반대하면 내각회의를 결정할 수 없고, 육군이 대신을 천거하지 않으면 내각을 조직할 수 없게 되자 일본 정치는 육군이 크게 좌지우지하게 되었다.
1913년(다이쇼 2년) 6월 13일 정원표에서 〈현역〉이라는 문구를 삭제하고, 임용 자격이 예비역(予備役), 후비역(後備役), 퇴역(退役) 장관(将官)으로 넓어져 내각 조직의 어려움이 줄어들었다.
1936년(쇼와 11년) 히로타 내각(廣田内閣) 때 〈현역〉이라는 문구가 부활하였다. 이로 말미암아 일본 내각은 육군 견해를 거스르기 힘들게 되었다.
1945년(쇼와 20년) 8월 제2차 세계 대전 종전 이후, 12월에 육군성이 제일복원성(第一復員省)으로 개변했고, 동시에 육군대신을 폐지했다.